# Élections municipales françaises de 1959
Les élections municipales ont lieu les 8 et 15 mars 1959. 
Malgré le changement de République, ces élections procèdent au renouvellement normal des mandats municipaux issus des élections de 1953, qui arrivent à leur terme.

## Résultats
Paradoxalement, après le raz-de-marée gaulliste des législatives de novembre 1958, ces élections locales sont marquées par une grande stabilité. Le parti gaulliste, l'UNR, ne parvient pas à s'imposer alors que les indépendants, socialistes, radicaux et républicains populaires, mieux implantés localement, maintiennent leurs positions. Les communistes se renforcent grâce à l'impopularité des mesures économiques du plan Pinay-Rueff.

## L'élection dans les grandes villes

### Amiens
Principaux candidats
- René Lamps (PCF), liste  “d’unité d’action des gauches”  Parti communiste français(PCF)  -  DVG (SFIO dissidents)-   Union de la gauche socialiste (UGS)
- Maurice Vast (SFIO), liste "d'entente républicaine et d'action municipale" Section française de l'Internationale ouvrière (SFIO)  -  Centre national des indépendants et paysans (CNIP)   - Mouvement républicain populaire (MRP)
- Fred Moore, liste gaulliste Union pour la nouvelle République (UNR)

| Tête de liste  | Tête de liste  | Liste             | 1er tour | 1er tour | 2d tour | 2d tour | 2d tour |
| Tête de liste  | Tête de liste  | Liste             | Voix     | %        | Voix    | %       | Sièges  |
| -------------- | -------------- | ----------------- | -------- | -------- | ------- | ------- | ------- |
|                | Maurice Vast   | SFIO - MRP - CNIP | 15 827   | 36,48    | 24 597  | 53,78   | 37      |
|                | Fred Moore     | UNR               | 8 899    | 20,51    | 24 597  | 53,78   | 37      |
|                | René Lamps     | PCF - DVG         | 18 658   | 43,00    | 21 138  | 46,21   | -       |
|                |                |                   |          |          |         |         |         |
| Inscrits       | Inscrits       | Inscrits          | 60 022   | 100,00   | 60 022  | 100,00  |         |
| Abstentions    | Abstentions    | Abstentions       | 14 613   | 24,35    | 12 577  | 20,95   |         |
| Votants        | Votants        | Votants           | 45 409   | 75,65    | 47 445  | 79,05   |         |
| Blancs et nuls | Blancs et nuls | Blancs et nuls    | 1 462    | 3,22     | 1 002   | 2,12    |         |
| Exprimés       | Exprimés       | Exprimés          | 43 947   | 96,78    | 46 443  | 97,88   |         |

### Angers
Maire sortant : Victor Chatenay (RS), maire de 1947 à 1959
Maire élu : Jacques Millot (UNR, Coalition des droites : UNR-MRP-CNIP)
| Tête de liste | Tête de liste  | Liste      | 1er tour | 1er tour | 2d tour | 2d tour | 2d tour |
| Tête de liste | Tête de liste  | Liste      | Voix     | %        | Voix    | %       | Sièges  |
| ------------- | -------------- | ---------- | -------- | -------- | ------- | ------- | ------- |
|               | Jacques Millot | UNR - CNIP | NC       | 29,17    | NC      | NC      | 37      |
|               | Jean Sauvage   | MRP        | NC       | 21,16    | NC      | NC      | 37      |
|               | Prosper David  | diss. CNIP | NC       | 13,63    | NC      | NC      | 37      |
|               | NC             | PCF        | NC       | NC       | NC      | NC      | NC      |
|               | NC             | SFIO       | NC       | NC       | NC      | NC      | NC      |

### Argenteuil
| Tête de liste   | Tête de liste  | Liste            | 1er tour | 1er tour |
| Tête de liste   | Tête de liste  | Liste            | Voix     | %        |
| --------------- | -------------- | ---------------- | -------- | -------- |
|                 | Victor Dupouy* | PCF              | 18 211   | 58,19    |
|                 | NC             | UNR - MRP - CNIP | 9 527    | 30,44    |
|                 | NC             | SFIO             | 2 029    | 6,48     |
|                 | NC             | PSU              | 1 456    | 4,65     |
| * Maire sortant |                |                  |          |          |

### Arras
Maire sortant : Guy Mollet (SFIO) 1945-1959
| Tête de liste | Liste | Liste   | 1er tour | 2d tour | 2d tour                  |
| Tête de liste | Liste | Liste   | %        | %       | Sièges                   |
| ------------- | ----- | ------- | -------- | ------- | ------------------------ |
| Guy Mollet    |       | SFIO    | 39,1     | 50,1    | 31 (SFIO : 17, MRP : 14) |
|               |       | MRP     |          | 50,1    | 31 (SFIO : 17, MRP : 14) |
|               |       | PCF     | 16,9     |         |                          |
|               |       | UNR-RAD |          |         |                          |
|               |       | CNIP    |          |         |                          |

### Aubervilliers
Maire sortant :  André Karman (PCF) 1957-1959
| Tête de liste                                                         | Tête de liste  | Liste            | Premier tour | Premier tour |
| Tête de liste                                                         | Tête de liste  | Liste            | Voix         | %            |
| --------------------------------------------------------------------- | -------------- | ---------------- | ------------ | ------------ |
|                                                                       | André Karman*  | PCF              | 14 568       | 61,69        |
| Défense Républicaine                                                  |                |                  | 14 568       | 61,69        |
|                                                                       | Camille Piot   | UNR - MRP - CNIP | 6 554        | 27,75        |
| Union de la droite                                                    |                |                  | 6 554        | 27,75        |
|                                                                       | Michel Lejeune | SFIO             | 2 490        | 10,54        |
| Action démocratique et sociale pour la défense des intérêts communaux |                |                  | 2 490        | 10,54        |
|                                                                       |                |                  |              |              |
| Inscrits                                                              | Inscrits       | Inscrits         | 36 028       | 100,00       |
| Abstentions                                                           | Abstentions    | Abstentions      | 10 318       | 28,64        |
| Votants                                                               | Votants        | Votants          | 25 710       | 73,36        |
| Blancs et nuls                                                        | Blancs et nuls | Blancs et nuls   | 2 077        | 8,08         |
| Exprimés                                                              | Exprimés       | Exprimés         | 23 633       | 91,92        |
| * Maire sortant                                                       |                |                  |              |              |

### Calais
| Tête de liste                                        | Tête de liste    | Liste                  | Premier tour | Second tour |
| Tête de liste                                        | Tête de liste    | Liste                  | %            | %           |
| ---------------------------------------------------- | ---------------- | ---------------------- | ------------ | ----------- |
|                                                      | Jacques Vendroux | UNR - CNIP - CRR (UDT) | 35,65        | 47,05       |
| Union de la droite                                   |                  |                        | 35,65        | 47,05       |
|                                                      | M. Boulanger     | MRP                    | 18,74        | 47,05       |
| Union pour la défense des intérêts de Calais         |                  |                        | 18,74        | 47,05       |
|                                                      | M. Danel         | PCF                    | 32,36        | 35,54       |
| Union Ouvrière et Républicaine                       |                  |                        | 32,36        | 35,54       |
|                                                      | André Parmentier | SFIO                   | 13,24        | 17,35       |
| Liste Section française de l'Internationale ouvrière |                  |                        | 13,24        | 17,35       |

### Grenoble
Maire sortant : Léon Martin (SFIO) 1949-1959
| Tête de liste    | Liste | Liste    | 1er tour | 2d tour |
| Tête de liste    | Liste | Liste    | Voix     | %       |
| ---------------- | ----- | -------- | -------- | ------- |
| Albert Michallon |       | UNR-CNIP | 23,4     | 49,53   |
|                  |       | CNIP     | 16,6     | 49,53   |
|                  |       | MRP      | 10,5     | 49,53   |
|                  |       | PCF      | 25,98    |         |
|                  |       | SFIO     | 19,1     |         |
|                  |       | RAD      | 4,4      |         |

Maire: Albert Michallon (UNR) - Coalition des droites : UNR-MRP-CNIP

### Le Creusot
Maire sortant :  Jean Garnier (RS)  1947-1959
- Premier tour

| Tête de liste | Liste | Liste        | 1er tour |
| Tête de liste | Liste | Liste        | %        |
| ------------- | ----- | ------------ | -------- |
|               |       | PCF-SFIO     | 37,1     |
| Jean Garnier  |       | UNR-CNIP-MRP | 62,8     |

### Le Mans
Maire sortant :  Jean-Yves Chapalain  (RPF puis UNR)  1947-1959
| Tête de liste       | Liste | Liste    | 1er tour | 1er tour | 2d tour |
| Tête de liste       | Liste | Liste    | Voix     | %        | %       |
| ------------------- | ----- | -------- | -------- | -------- | ------- |
| Jean-Yves Chapalain |       | UNR      | 15 377   | 32,02 %  | 49,95   |
| Jacques Maury       |       | MRP-CNIP | 8 330    | 17,07 %  | 49,95   |
| Robert Manceau      |       | PCF      | 14 252   | 29,23 %  |         |
| Christian Pineau    |       | SFIO     | 7 225    | 14,81 %  |         |
| Ledru               |       | DVG      | 2 825    | 6,66 %   |         |

Nouveau maire: Jean-Yves Chapalain (UNR) . Coalition des droites UNR-MRP-CNIP.

### Lens
Maire sortant : Ernest Schaffner (SFIO)  1947-1959
Résultats
- Premier tour

| Tête de liste    | Liste | Liste | 1er tour | 1er tour | 2d tour | 2d tour | 2d tour |
| Tête de liste    | Liste | Liste | Voix     | %        | Voix    | %       | Sièges  |
| ---------------- | ----- | ----- | -------- | -------- | ------- | ------- | ------- |
| Ernest Schaffner |       | SFIO  | 7 122    | 43,38 %  | 8 098   | 50,20   | 33      |
| Edouard Crepel   |       | MRP   | 1 753    | 10,67 %  | 8 098   | 50,20   | 33      |
| Jeannette Prin   |       | PCF   | 6 047    | 36,83 %  | 7 083   | 43,91   |         |
| Emile Coyer      |       | UNR   | 1 495    | 9,10 %   | 949     | 5,87    |         |

Maire: Ernest Schaffner (SFIO) - Coalition : SFIO-MRP

### Lille
Maire sortant :  Augustin Laurent (SFIO)  1947-1959
| Tête de liste    | Liste | Liste | 1er tour | 1er tour |
| Tête de liste    | Liste | Liste | %        | Sièges   |
| ---------------- | ----- | ----- | -------- | -------- |
| Augustin Laurent |       | SFIO  | 36,6     | 15       |
|                  |       | UNR   | 23,1     | 9        |
|                  |       | PCF   | 16,8     | 7        |
|                  |       | MRP   | 9,4      | 4        |
|                  |       | CNIP  | 6,8      | 2        |
|                  |       | DVG   |          |          |
|                  |       | RAD   |          |          |

Nouveau maire: Augustin Laurent (SFIO) - Coalition : SFIO-MRP-CNIP

### Marseille
- Maire sortant : Gaston Defferre (SFIO) - 1953-1959

Principaux candidats
- Liste du Parti communiste français (PCF)
- Gaston Defferre, liste de la Section française de l'Internationale ouvrière (SFIO)
- Liste de centre-droit : Centre national des indépendants et paysans (CNIP) - Mouvement républicain populaire (MRP)
- RAD - UNR diss.
- DVD
- Liste de l'Union pour la nouvelle République (UNR)

| Tête de liste   | Liste    | Liste         | 1er tour | 1er tour | 1er tour |
| Tête de liste   | Liste    | Liste         | Voix     | %        | Sièges   |
| --------------- | -------- | ------------- | -------- | -------- | -------- |
|                 |          | PCF           | 96 026   | 35,14    | 24       |
| Gaston Defferre |          | SFIO          | 100 926  | 33,64    | 23       |
|                 |          | CNIP-MRP      | 46 524   | 17,02    | 11       |
|                 |          | UNR           | 22 465   | 8,22     | 5        |
|                 |          | DVD           | 8 940    | 3,27     |          |
|                 |          | RAD-UNR diss. | 7 358    | 2,69     | 5        |
| Inscrits        | Inscrits | Inscrits      | 36 028   |          |          |
| Votants         | Votants  | Votants       | 25 710   |          |          |
| Exprimés        | Exprimés | Exprimés      | 23 633   |          |          |

- maire : Gaston Defferre, coalition sociale-centriste SFIO-Centre droit avec 41 élus (SFIO : 23, Modérés/MRP : 11, RAD/UNR diss. : 5)

### Montluçon
| Tête de liste | Liste | Liste                                                                                    | 1er tour | 1er tour | 2d tour |
| Tête de liste | Liste | Liste                                                                                    | Voix     | %        | %       |
| ------------- | ----- | ---------------------------------------------------------------------------------------- | -------- | -------- | ------- |
| André Southon |       | “Union républicaine et socialiste pour l'expansion et la prospérité de Montluçon" (SFIO) | 6 925    | 33,16    | 52      |
| Maurice Brun  |       | “Action Municipale” (CNIP)                                                               | 3 589    | 17,18    | 52      |
| Roger Leroy   |       | “Renovation Municipale” (UNR)                                                            | 1 517    | 7,26     | 52      |
| Jean Bidault  |       | “Union de Défense des Intérêts montluçonnais” (PCF)                                      | 8 850    | 42,38    | 48      |

### Nantes
Maire sortant :  Henry Orrion (CNIP)  1947-1959
| Tête de liste  | Liste | Liste  | 1er tour | 1er tour | 1er tour |  |
| Tête de liste  | Liste | Liste  | Voix     | %        | Sièges   |  |
| -------------- | ----- | ------ | -------- | -------- | -------- |  |
| Henry Orrion   |       | CNIP   | 33 704   | 35,51    | 14       |  |
| Jean Philippot |       | PCF    | 17 297   | 18,22    | 7        |  |
|                |       | SFIO   | 12 621   | 13,29    | 5        |  |
|                |       | UNR    | 11 735   | 12,36    | 5        |  |
| André Morice   |       | CR-RAD | 11 109   | 11,70    | 4        |  |
|                |       | MRP    | 5 354    | 5,64     | 2        |  |
|                |       | DVG    | 3 088    | 3,25     | 0        |  |

### Nîmes
Principaux candidats
- Edgar Tailhades

### Paris
| Tête de liste  | Liste | Liste | 1er tour | 1er tour | 1er tour |
| Tête de liste  | Liste | Liste | Voix     | %        | Sièges   |
| -------------- | ----- | ----- | -------- | -------- | -------- |
|                |       | PCF   | 326 958  | 29,06    | 29       |
|                |       | UNR   | 251 337  | 22,34    | 23       |
|                |       | CNIP  | 219 620  | 19,49    | 19       |
|                |       | SFIO  | 81 904   | 7,28     | 9        |
|                |       | DVD   | 76 652   | 6,81     | 2        |
| Bernard Lafay  |       | CR    | 62 093   | 5,52     | 4        |
|                |       | MRP   | 58 536   | 5,20     | 3        |
| Claude Bourdet |       | UFD   | 48 278   | 4,29     | 1        |

### Privas
Maire sortant : Charles Gounon (RAD) 1947-1959
| Tête de liste  | Liste | Liste        | 1er tour | 1er tour | 2d tour |
| Tête de liste  | Liste | Liste        | Voix     | %        | Sièges  |
| -------------- | ----- | ------------ | -------- | -------- | ------- |
| Charles Gounon |       | RAD-DVD-SFIO | 1 666    | 63,61    | 22      |
| Toussaint      |       | IND          | 953      | 36,39    | 1       |

### Rennes
Maire sortant : Henri Fréville (MRP) 1953-1959
| Tête de liste                                                                                   | Tête de liste    | Liste       | Premier tour | Premier tour | Second tour | Second tour | Sièges | Sièges |
| Tête de liste                                                                                   | Tête de liste    | Liste       | Voix         | %            | Voix        | %           | CM     |        |
| ----------------------------------------------------------------------------------------------- | ---------------- | ----------- | ------------ | ------------ | ----------- | ----------- | ------ | ------ |
|                                                                                                 | Henri Fréville * | MRP         | 18 627       | 36,54        | 21 769      | 43,37       | 37     |        |
| Liste d'entente républicaine pour le développement économique et social de la ville de Rennes   |                  |             | 18 627       | 36,54        | 21 769      | 43,37       | 37     |        |
|                                                                                                 | François Château | UNR-CNIP-CR | 11 591       | 22,74        | 9 994       | 19,91       |        |        |
| Liste républicaine d'union pour la défense des intérêts de la population rennaise et son avenir |                  |             | 11 591       | 22,74        | 9 994       | 19,91       |        |        |
|                                                                                                 | Émile Guerlavas  | PCF         | 9 413        | 18,47        | 11 914      | 23,74       |        |        |
| Liste d'union ouvrière et démocratique et de défense des intérêts de Rennes                     |                  |             | 9 413        | 18,47        | 11 914      | 23,74       |        |        |
|                                                                                                 | Marcel Le Blanc  | UFD         | 2 567        | 5,03         | 11 914      | 23,74       |        |        |
| Liste d'union des forces démocratiques                                                          |                  |             | 2 567        | 5,03         | 11 914      | 23,74       |        |        |
|                                                                                                 | Alexis Le Strat  | SFIO        | 6 369        | 12,49        | 5 984       | 11,92       |        |        |
| Liste d'union des gauches                                                                       |                  |             | 6 369        | 12,49        | 5 984       | 11,92       |        |        |
|                                                                                                 | Prosper Jardin   | Apolitique  | 1 959        | 3,84         |             |             |        |        |
| Liste rennaise de gestion et d'économies municipales                                            |                  |             | 1 959        | 3,84         |             |             |        |        |
|                                                                                                 |                  |             |              |              |             |             |        |        |
| Inscrits                                                                                        | Inscrits         | Inscrits    | 78 178       | 100,00       | 78 178      | 100,00      |        |        |
| Abstentions                                                                                     | Abstentions      | Abstentions | 25 939       | 33,18        | 27 293      | 34,91       |        |        |
| Votants                                                                                         | Votants          | Votants     | 52 239       | 66,82        | 50 885      | 65,09       |        |        |
| Nuls                                                                                            | Nuls             | Nuls        | 1 268        | 1,62         | 696         | 0,89        |        |        |
| Exprimés                                                                                        | Exprimés         | Exprimés    | 50 971       | 65,20        | 50 189      | 64,20       |        |        |
| * Liste du maire sortant                                                                        |                  |             |              |              |             |             |        |        |

### Roubaix
Maire sortant : Victor Provo (SFIO)  1945-1959
| Tête de liste | Liste | Liste | 1er tour | 2d tour | 2d tour | 2d tour |
| Tête de liste | Liste | Liste | %        | Voix    | %       | Sièges  |
| ------------- | ----- | ----- | -------- | ------- | ------- | ------- |
| Victor Provo  |       | SFIO  | 39,9     |         |         |         |
|               |       | MRP   | 12,9     |         |         |         |
|               |       | CNIP  | 9,7      |         |         |         |
|               |       | UNR   | 19,1     |         |         |         |
|               |       | PCF   | 18,2     |         | 19,1    |         |

- Nouveau maire: Victor Provo (SFIO) - Liste : SFIO-MRP-CNI

### Tourcoing
- Premier tour

Inscrits : Votants : Exprimés : 
| Tête de liste  | Liste    | Liste                                                                    | 1er tour | 1er tour | 2d tour | 2d tour | 2d tour |
| Tête de liste  | Liste    | Liste                                                                    | Voix     | %        | Voix    | %       | Sièges  |
| -------------- | -------- | ------------------------------------------------------------------------ | -------- | -------- | ------- | ------- | ------- |
| Louis Allemand |          | « Liste de Défense des Intérêts Communaux » (SFIO)                       | 15 994   | 37,31 %  | 21 239  | 47,33   |         |
| Louis Paris    |          | « Liste de Défense Républicaine et Laïque pour le Progrès Social » (PCF) | 6 762    | 15,77 %  | 21 239  | 47,33   |         |
| René Lecocq    |          | « Union pour la Défense des Intérêts de Tourcoing » (UNR/Radicaux/DVD)   | 15 816   | 36,90 %  | 23 630  | 52,66   | 37      |
|                |          | « Liste d'Action Démocratique et Sociale » (MRP)                         |          | 10,00 %  | Retiré  | Retiré  | Retiré  |
|                |          |                                                                          |          |          |         |         |         |
| Inscrits       | Inscrits | Inscrits                                                                 | 51 656   |          |         |         |         |
| Votants        | Votants  | Votants                                                                  | 44 039   |          |         |         |         |
| Exprimés       | Exprimés | Exprimés                                                                 | 42 937   |          |         |         |         |